# カオリカズラ

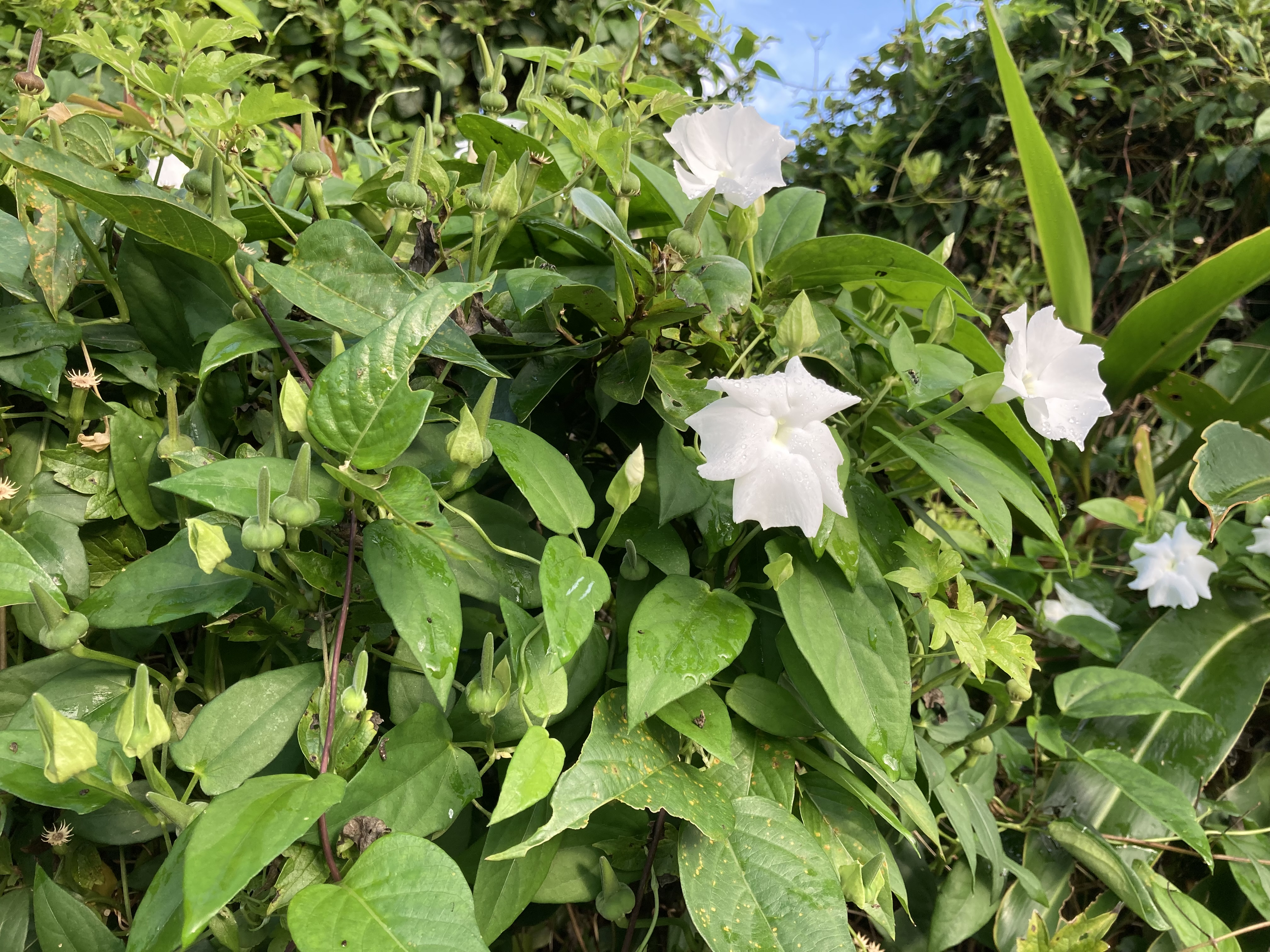
カオリカズラの花と実

カオリカズラ（香葛学名：Thunbergia fragrans）は、キツネノマゴ科ヤハズカズラ属のつる性多年生草本。
別名　ニオイヤハズカズラ。

## 特徴
茎は絡みつくように伸び、長さ3-5 mに達する。葉は1-3 cmの葉柄があり対生し、長さ5-10 cm、幅3-5 cm、先は尖り基部は切形でわずかに凹む。葉縁は全縁でゆるく波打つ。花は直径5-6 cmの白色で中央部は淡黄色を帯びる。果実は偏球形で直径約7 mm、先端が嘴状に尖る。

## 分布と生育環境
インド〜スリランカ原産で、沖縄本島では栽培されたものから逸出野生化。フロリダやハワイ、カリブ海の島々など熱帯各地で外来種とされる。

## 参考文献

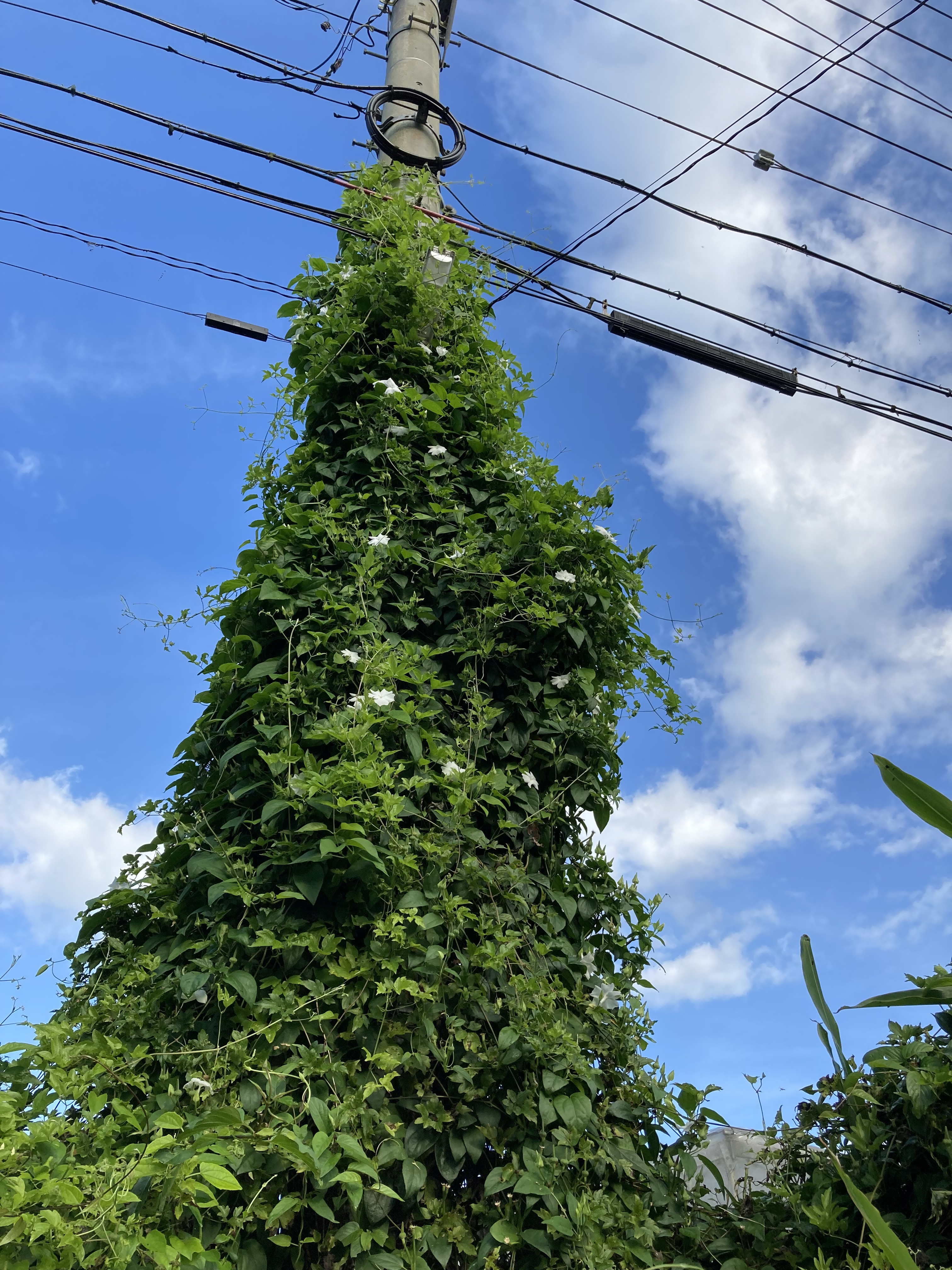
電柱によじ登るカオリカズラ（沖縄県国頭郡大宜味村喜如嘉にて撮影）